# Salvador Torres Cartas
Salvador de Torres Cartas (1846-post. 1917) fue un ingeniero y político español, diputado en las Cortes de la Restauración.

## Biografía
Nació el 10 de noviembre de 1846 en Málaga. Ingeniero jefe de la Armada, fue autor del dique de La Habana. En 1890 dirigía el periódico La Marina. En 1903 tuvieron gran resonancia artículos atribuidos a él y publicados en el Diario de la Marina de Madrid. Miembro del partido conservador, como político obtuvo escaño de diputado a Cortes en las elecciones de 1891 y 1896, en ambas ocasiones por la provincia de Almería, primero por el distrito de Sorbas y después por el de Almería capital. En la ciudad de Almería, donde fue autor de un puente metálico sobre la Rambla, se le dedicó en 1913 el nombre de una calle.